# Дольфин, Даниэле Марко
Даниэле Марко Дольфин (итал. Daniele Marco Dolfin; 5 октября 1653, Венеция, Венецианская республика — 5 августа 1704, Брешиа, Венецианская республика) — итальянский куриальный кардинал, папский дипломат и доктор обоих прав. Титулярный архиепископ Дамаска со 2 января 1696 по 15 сентября 1698. Апостольский нунций во Франции с 7 января 1696 по 3 апреля 1700. Епископ-архиепископ Брешии с 15 сентября 1698 по 5 августа 1704. Кардинал-священник с 14 ноября 1699, с титулом церкви Санта-Сузанна с 30 марта 1700 по 5 августа 1704.